# Epidemie opičích neštovic 2024
Epidemie opičích neštovic (mpox) vypukla v Africe v září 2023. K srpnu 2024 bylo nahlášeno více než 17 tisíc nakažených a 570+ úmrtí. 14. srpna 2024 vyhlásila WHO kvůli této epidemii globální stav zdravotní nouze.
Původcem epidemie je varianta viru opičích neštovic označovaná jako Clade 1b.

## Výskyt
| Země                           | Počet případů | Úmrtí |
| ------------------------------ | ------------- | ----- |
| Konžská demokratická republika | 16,700        | 570+  |
| Středoafrická republika        | 213           | 0     |
| Konžská republika              | 146           | 1     |
| Kamerun                        | 35            | 2     |
| Pobřeží slonoviny              | 28            | 1     |
| Nigérie                        | 24            | 0     |
| Jihoafrická republika          | 22            | 3     |
| Burundi                        | 8             | 0     |
| Libérie                        | 5             | 0     |
| Ghana                          | 4             | 0     |
| Tchaj-wan                      | 3             | 0     |
| Rwanda                         | 2             | 0     |
| Švédsko                        | 1             | 0     |
| Pákistán                       | 1             | 0     |
| Celkem                         | 17,410        | 570+  |

## Průběh
První případ varianty Clade 1b mimo Afriku byl oznámen ve Švédsku.
Z některých zemí byly hlášeny případy nákazy variantou Clade IIb (mírnější varianta): Pákistán, Filipíny.